# Gilles Durand
Gilles Durand (nascido em 11 de janeiro de 1952) é um ex-ciclista canadense. Ele representou o Canadá nos Jogos Olímpicos de Verão de 1972 e de 1976.